# Exorista capax
Exorista capax là một loài ruồi trong họ Tachinidae.